# زيليغ إيشحار
زيليغ إيشحار هو عالم مناعة إسرائيلي في معهد وايزمان للعلوم ومركز تل أبيب سوراسكي الطبي. كان رئيسًا لقسم علم المناعة في معهد وايزمان مرتين، في التسعينيات والعقد الأول من القرن الحادي والعشرين.
حصل على جائزة إسرائيل في علوم الحياة لعام 2015. 

## حياته
نشأ زيليغ في رحوفوت. بعد خدمته في الجيش الإسرائيلي في ناحال، انضم إلى كيبوتس ياد مردخاي، حيث عمل كمربي نحل.  حصل على درجة البكالوريوس والماجستير من الجامعة العبرية في القدس ، وحصل على الدكتوراه من معهد وايزمان.

## بحثه الطبي
وهو معروف بشكل رئيسي بدراساته على الخلايا التائية وعمله الرائد على مستقبلات المستضدات الخيمرية.  كان عمله أساسًا لتطوير العلاج المناعي للسرطان، والذي يتضمن تعديلات وراثية للخلايا اللمفاوية التائية المستخرجة من مريض السرطان لإنتاج الخلايا التائية لمستقبل المستضد الخيميري (CAR)، والتي يتم بعد ذلك حقنها مرة أخرى في المريض في عملية تسمى بنقل الخلايا بالتبني، والذي أنتج نتائج جيدة بشكل مذهل في التجارب السريرية في منتصف عام 2010  واستثمار ملايين الدولارات. 

## جوائز
حصل على جائزة إسرائيل في علوم الحياة لعام 2015.  وجائزة ويليام بي كولي من معهد أبحاث السرطان لعام 2019.  في عام 2021 حصل على جائزة دان ديفيد. 